# Erik Kynard
Erik Kynard (ur. 3 stycznia 1991 w Toledo) – amerykański lekkoatleta specjalizujący się w skoku wzwyż.
Podczas juniorskich mistrzostw świata w 2008 odpadł w eliminacjach. Zdobył srebro mistrzostw panamerykańskich juniorów w Port-of-Spain (2009). Bez większych sukcesów startował w 2011 w uniwersjadzie oraz mistrzostwach świata. W 2012 został w Londynie wicemistrzem olimpijskim. Brązowy medalista halowych mistrzostw świata w Portland oraz szósty zawodnik konkursu olimpijskiego w Rio de Janeiro (2016).
Złoty medalista mistrzostw Stanów Zjednoczonych oraz mistrzostw National Collegiate Athletic Association.
Rekordy życiowe: stadion – 2,37 (4 lipca 2013, Lozanna, 9 maja 2014, Doha i 26 czerwca 2015, Eugene); hala – 2,34 (15 lutego 2014, Birmingham i 28 lutego 2015, Boston).

## Osiągnięcia
| Rok  | Impreza                              | Miejsce        | Lokata            | Wynik |
| ---- | ------------------------------------ | -------------- | ----------------- | ----- |
| 2008 | Mistrzostwa świata juniorów          | Bydgoszcz      | el. – 19. miejsce | 2,10  |
| 2009 | Mistrzostwa panamerykańskie juniorów | Port-of-Spain  | 2. miejsce        | 2,10  |
| 2011 | Uniwersjada                          | Shenzhen       | 13. miejsce       | 2,15  |
| 2011 | Mistrzostwa świata                   | Daegu          | el. – 14. miejsce | 2,28  |
| 2012 | Igrzyska olimpijskie                 | Londyn         | 1. miejsce        | 2,33  |
| 2013 | Mistrzostwa świata                   | Moskwa         | 5. miejsce        | 2,32  |
| 2014 | Halowe mistrzostwa świata            | Sopot          | 3. miejsce        | 2,34  |
| 2014 | Puchar interkontynentalny            | Marrakesz      | 5. miejsce        | 2,31  |
| 2015 | Mistrzostwa świata                   | Pekin          | 8. miejsce        | 2,25  |
| 2016 | Halowe mistrzostwa świata            | Portland       | 3. miejsce        | 2,33  |
| 2016 | Igrzyska olimpijskie                 | Rio de Janeiro | 6. miejsce        | 2,33  |
| 2017 | Mistrzostwa świata                   | Londyn         | el. –             | NH    |
| 2018 | Halowe mistrzostwa świata            | Birmingham     | 4. miejsce        | 2,29  |